# Cobicistat
Le cobicistat est un médicament utilisé dans le traitement du VIH/SIDA

## Mode d'action
Il agit en bloquant l’action d’un groupe d’ enzymes hépatiques appelé CYP3A, ralentissant ainsi la dégradation de l’atazanavir ou du darunavir.

## Usage médical
Le cobicistat est un médicament utilisé pour traiter le VIH/SIDA. Il est souvent utilisé pour renforcer les effets de l’atazanavir ou du darunavir. Le médicament  est pris par voie orale. Le médicament est également disponible dans le cadre d'un certain nombre de médicaments combinés.

## Effets secondaires
Les effets secondaires de ce médicament  comprennent une jaunisse, des nausées ou des éruptions cutanées,. L'utilisation de ce médicament n'est pas recommandée pendant la grossesse ou chez les personnes souffrant de problèmes hépatiques graves. Il présente un certain nombre d’ interactions médicamenteuses importantes.

## Histoire
Le médicament a été approuvé pour un usage médical aux États-Unis en 2012 et en Europe en 2013,. Au Royaume-Uni, un mois de médicaments coûte au NHS environ 21 livres sterling en 2021. Aux États-Unis, ce montant coûte environ 270 dollars américains.